# 1987 în artă
← 1984 în artă — 1985 în artă — 1986 în artă ——  1987 în artă  —— 1988 în artă — 1989 în artă — 1990 în artă →
1987 în artă implică o serie de evenimente:

## Premii
- Archibald Prize —

## Galerie (lucrări din 1987)
- Lucrări reprezentative